# Дуброво (Гороховецкий район)
Дуброво — деревня в Гороховецком районе Владимирской области России, входит в состав Денисовского сельского поселения.

## География
Деревня расположена на берегу реки Илинда в 15 км на юго-восток от центра поселения посёлка Пролетарский и в 24 км на юго-запад от Гороховца, на автодороге 17К-2 Муром – М-7 «Волга».

## История
В XIX — первой четверти XX века деревня входила в состав Кожинской волости Гороховецкого уезда, с 1926 года — в составе Гороховецкой волости Вязниковского уезда. В 1859 году в деревне числилось 18 дворов, в 1905 году — 40 дворов, в 1926 году — 46 дворов.
С 1929 года деревня входила в состав Внуковского сельсовета Гороховецкого района, с 1940 года — в составе Кожинского сельсовета, с 1959 года — в составе Чулковского сельсовета, с 2005 года в составе Денисовского сельского поселения.

## Население
| 1859 | 1905 | 1926 | 2002 | 2010 | 2021 |
| ---- | ---- | ---- | ---- | ---- | ---- |
| 161  | ↗179 | ↗231 | ↘29  | ↘16  | ↗17  |